# Majków (Kalisz)

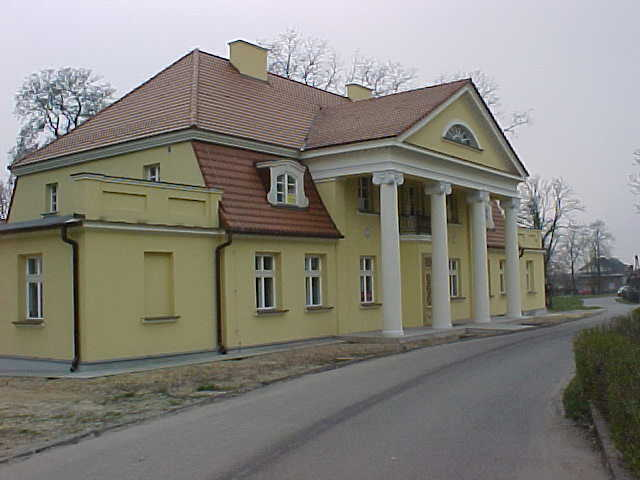
Majków, dwór Lipskich

Majków – prawobrzeżna dzielnica Kalisza. Dzielnica położona jest na wzniesieniu ok. 35 m n. p. Prosny płynącej u jej stóp. Zamieszkiwana przez około 5000 mieszkańców. Z głównej ulicy roztacza się panorama centrum miasta. Najważniejszymi elementami dzielnicy są m.in.: kościół NMP Królowej Polski, Cmentarz Żołnierski, Park Majkowski, Zachodnia Obwodnica, dworek.
Majków jako wieś wymieniony został po raz pierwszy w dokumencie z 1283 w związku z postanowieniem Przemysła II o jej poddaniu pod jurysdykcję sądu kaliskiego. W 1883 r. na Majkowie założono cmentarz dla żołnierzy wyznania prawosławnego carskiego garnizonu. W latach I wojny światowej stał się nekropolią żołnierską. Majków stał się dzielnicą Kalisza w 1963, kiedy został włączony w granice administracyjne miasta. Dziś osiedle ma charakter willowy. Znajduje się tu, obecnie zlikwidowana, stacja początkowa Kaliskiej Kolei Dojazdowej do Turku.

## Historia
Wieś wymieniana po raz pierwszy w 1283 r. w związku z postanawianiem Przemysła II o jej poddaniu pod jurysdykcję sądu kaliskiego. W latach 30. XV w. wieś należała do kasztelana międzyrzeckiego Janusza i jego żony Jadwigi z Żyrkowa. Po śmierci Jadwigi w 1439 r. nastąpił podział włości w skład którego wchodziło m.in. „ Maykowo cum Morawyno”. Majków w 1446 r. był w rękach dziedzica żyrkowskiego Filipa z Niezamyśla, który przekazał Majków swojej żonie Annie, która ok. 1464-1467 sprzedała go Mikołajowi z Jedlca. Później część wsi przejął Jan z Jedlca, który w 1475 r. zapisał Majków w posagu swojej żonie Sandochnie.
13 lat później jako dziedzice wzmiankowani są Jan i Piotr Żyrkowscy. Jan w 1497 r. sprzedał swą cześć stolnikowi łęczyckiemu Janowi Rusockiemu herbu Korab, w 1505 r. uczynili to samo Piotr. Jan Rusocki jeszcze w tym samym roku przekazał w posagu Majków swojej żonie Małgorzacie.
Majków i Chmielnik w rękach Rusockich znajdował się do 1609 r., kiedy córki Wojciecha sprzedały za 5330 zł mężowi Zofii Rusockiej Januszowi Zarębie. 7 lat później w 1616 r. cały majątek Majkowa (z Czartkami, Jankowem, Chmielnikiem i częścią Przespolewa) został przekazany synowi Stanisławowi Zarębie. W 1623 r. Stanisław Zaręba sprzedał Majków wraz z Chmielnikiem za 21 000 zł Janowi Szyszkowiemu, ale już w 1651 odkupił włości z powrotem.
W 1690 r. Syn Marcina Zaręby Stanisław za 30 000 zł odstąpił Majków pisarzowi ziemskiemu z ziemi sieradzkiej Maciejowi Konstantemu Waliszewskiemu herbu Leszczyc ożenionemu z Heleną z Zalewskich. Maciej Waliszewski dość szybko zmarł i Helena wyszła powtórnie za mąż za starostę sieradzkiego Andrzeja Morsztyna.
Na początku XVIII w. Majków stał się własnością starosty inowłockiego Adama Radońskiego herbu Jasieńczyk. Po jego śmierci, synowie włości majkowskie (z Chmielnikiem i Skarszewkiem) oddali stolnikowi podolskiemu Antoniemu Radońskiemu, który z kolei za 40 000 zł sprzedał Majków bratu Aleksandrowi, staroście inowłodzkiemu. 1742 r. Starosta inowłodzki Aleksander oddał część Majkowa w użytkowanie kaliskiemu kolegium jezuickiemu. Po śmierci Aleksandrastarosty inowłodzkiego w 1761 r. włości majkowskie z (chmielnikiem) podzielono pomiędzy jego córki Rozalię z Radońskich Dembińską i Teresę z Radońskich Kuczkowską.
1783 r. po śmierci męża Rozali Michała – synowi Rozali i Teresy – Feliks i Aleksander odsprzedali posiadłość dziedzicowi Lewkowa Wojciechowi Lipskiemu herbu Grabie. 1833 r. po śmierci Wojciecha, Majków przeszedł w ręce jego córki Tekli Stawskiej (z domu Lipska) która po 14 latach w 1847 r. sprzedała Majkow Alfonsynie i Janowi Gutowskiemu.
18 lat później (1865 r.) majątek od Alfonsyny i Jana Gutowskiego odkupiła Józefa Gutowskaz domu Goczałkowska, która w 1870 r. odsprzedała go Piotrowi Karśnickiemu (ożenionemu z Kunegundą Rychłowską).
Po Piotrze w 1918 r. Majków przejął Feliks Karśnicki, który gospodarzył do lat 40. XX wieku. Feliks Karśnicki w 1928 roku został odznaczony Srebrnym Krzyżem Zasługi za „zasługi w pracy społecznej i samorządowej”.
Od 1976 r. Majków znajduje się w granicach Kalisza.
Do dziś trudno o jednoznaczne wskazanie granic gdzie zaczynał, a gdzie kończył się Majków. Liczne zmiany właścicieli Majkowa utrudniają jednoznaczne określenie obszarowe, jednak dysponując wiedzą jaką można odczytać z map z XVIII, XIX i XX w. można stwierdzić, że obszar Majkowa prawie zawsze zajmował ziemie na północ od Kalisza do zachodnich granic rzeki Prosny wraz z terenami północnej części dzisiejszego Chmielnika.
Dwór – wzniesiony przez Lipskich w końcu XVIII w. Częściowo przebudowany przez Gutowskich w I poł. XIX w. i powiększony o parterowe skrzydła boczne wraz ze zmianą lokalizacji schodów wewnętrznych na poddasze. Na początku XX w. rozbudowany o portyk frontowy. W okresie PRL zaniedbany, doprowadzony do całkowitej ruiny. W 1999 r. gruntowanie remontowany i adaptowany na siedzibę Służb Ochrony Zabytków.
Zespół folwarczny (część dzisiejszego terenu POM-u) składał się z dziedzińca gospodarczego, a także domów robotników majątkowych z końca XIX w. po zachodniej stronie ul. Wyspiańskiego (do dziś zachowane).
Według mapy 1835 r. teren podwórza dochodził do zachowanego do tej pory dworu, a jego obrzeża południowo-wschodnio-zachodnie znajdują się w tym samym miejscu. Pod koniec XIX w. w jego części północnej zasadzono drzewostan parkowy i wzniesiono budynek kuchni z kurnikiem.
W okresie międzywojennym dziedziniec gospodarczy rozplanowano obecnego kształtu. Na obrzeżu zachodnio południowym stała wtedy stodoła, obora, stajnia i szopa z nawozami natomiast od strony wschodniej zamykał murowany spichlerz z lat 20. XX w. zachowany do tej pory dalej drewniana stodoła i świniarnia przylegająca do młyna-spichlerza ustawionego przy wjeździe od obecnej ulicy Tuwima. W okresie PRL – u oprócz murowanego spichlerza, wszystkie obiekty przebudowano na magazyny, biura i sklepy. Do dziś zachowały się murowane obiekty z połowy XIX w., gdzie znajduje się dawna obora – świniarnia łącząca się ze stajnią.
Jeszcze w okresie powojennym po stronie zachodnie znajdował się staw rybny, a po stronie wschodniej sadzawka widoczna na mapach z 1835 r. Do 1971 r. w południowo-wschodniej części parku stał XVIII-wieczny drewniany spichlerz, który został przeniesiony do skansenu w Lednogórze, gdzie znajduje się obecnie.
Park krajobrazowy – o powierzchni 3,24 ha został założony na początku XIX w. częściowo w miejsce siedemnastowiecznego ogrodu włoskiego. Pod koniec XIX w. powiększony o teren po południowej stronie dworu. W okresie PRL-u mocno przekształcony – po likwidacji stawu rybnego urządzono od strony południowej ogródki działkowe a w latach 80. XX w. przecięty asfaltową ulicą. W okresie międzywojennym był ogrodzony płotem a od strony północnej sąsiadował z warzywniakiem. Od strony wschodniej dwór jak i park sąsiadował z rozległym sadem owocowym. Na terenie parku w 1994 r. rosło 38 gatunków drzew i krzewów – 7 dębów szypułkowych, 6 jesionów wyniosłych, 2 wiązy szypułkowe, kasztanowiec biały, klon zwyczajny, sosna wejmutka i lipa drobnolistna
Dziś Osiedle Majków ma charakter willowy i zamieszkiwane jest przez około 5000 mieszkańców (po ostatnich zmianach granic osiedla w 2013 r.). Z głównej ulicy roztacza się panorama na centrum miasta. Najważniejszymi elementami dzielnicy są m.in. kościół NMP Królowej Polski, Cmentarz Żołnierski, Park Majkowski, Zachodnia Obwodnica, dworek, Szkoła Podstawowa nr 2 im. Jana Pawła II oraz Gimnazjum nr 1 im. Prymasa Tysiąclecia, kompleks sportowy od niedawna wzbogacony o oświetlone boisko Orlik.
Majków położony jest przy drodze krajowej nr 25 Kalisz-Konin. Głównymi ulicami Majkowa są: Stawiszyńska, L. Staffa, Wyspiańskiego, J. Piłsudskiego, Godebskiego, J. Tuwima, Żeromskiego, Żeleńskiego, Spacerowa, Koszutskiego, Wieniawskiego, Karłowicza, Norwida, Kwiatów Polskich, Morelowa. Komunikację z innymi osiedlami zapewniają linie autobusowe. W skład dzielnicy Majków wchodzi ok. 60 ulic. Dzielnica Majków jest ściśle powiązana z sąsiednią dzielnicą Chmielnik, tworząc jednocześnie północną i północno-wschodnią część miasta zamieszkiwaną przez około 10 000 mieszkańców, stanowiąc jednocześnie największą willową dzielnicę w Kaliszu.
źródło: Majątki Wielkopolskie – Powiat Kaliski” tom VI – Stanisław Małyszko
www.majkowkalisz.pl – luty 2014

## Komunikacja miejska
Na tym osiedlu komunikację miejską obsługują Kaliskie Linie Autobusowe
- 22 (Godebskiego - Wyszyńskiego - Godebskiego)
- 15 (Skalmierzyce - Staffa/Godebskiego/Długa Pętla)
- 18 (Wyszyńskiego - Długa Pętla)
- 19 (Wyszyńskiego - Godebskiego)